# Bisdom Facatativá
Het bisdom Facatativá (Latijn: Dioecesis Facatativensis) is een rooms-katholiek bisdom met als zetel Facatativá, in Colombia. Het bisdom is suffragaan aan het aartsbisdom Bogota. 

## Geschiedenis
Het bisdom werd opgericht op 16 maart 1962, uit delen van het aartsbisdom Bogota en het bisdom Zipaquirá. 

## Parochies
Het bisdom had in 2021 een oppervlakte van 2.311 km2 en telde 653.770 inwoners waarvan 90,1% rooms-katholiek was.

## Bisschoppen
- Raúl Zambrano Camader (26 april 1962 - 18 december 1972)
- Hernando Velásquez Lotero (27 april 1973 - 18 May 1985)
- Luis Gabriel Romero Franco (15 april 1986 - 13 november 2010)
- Luis Antonio Nova Rocha (13 november 2010 - 9 april 2013)
- José Miguel Gómez Rodríguez (23 februari 2015 - 25 april 2021)
- Pedro Manuel Salamanca Mantilla (21 april 2022 - heden; apostolisch administrator sinds 5 juni 2021)

## Galerij van afbeeldingen

Wapen van het bisdom Facatativá
Kaart van het bisdom Facatativá

Bogota (aartsbisdom) · Engativá · Facatativá · Fontibón · Girardot · Soacha · Zipaquirá